# Дімітрі Шашкін
Дімітрі Шашкін (груз. დიმიტრი შაშკინი, нар. 8 серпня 1975, Тбілісі, Грузинська РСР, СРСР) — грузинський політик російського походження, що був міністром освіти і науки Грузії в Уряді Грузії. Призначений на цю посаду 21 грудня 2009 року прем'єр-міністром Ніколозом Ґілаурі.

## Життєпис
Народився 8 серпня 1975 в Тбілісі.
Його батько Ніколоз Шашкін є етнічним росіянином, що народився в Умані і в 1996—2004 рр був членом Конституційного суду Грузії, а з 2006 — голова цієї установи.
У 1992—1993 вивчав міжнародне право в Грецько-Грузинському університеті.
У 1992—1993 він працював інспектором відділу озброєнь в міністерстві внутрішніх справ Грузії.
У 1993—1998 він навчався в Тбіліському Державному університеті здобувши там диплом магістра з Кримінального права зі спеціалізацією з Державного, Податкового і Кримінального права. Він також коротко служив у званні лейтенанта на ахалцихській військовій базі Збройних сил Грузії до 1996.
У 1997—1998 працював помічником керівника Американської асоціації юристів.
У 1998—2001 він працював помічником керівника Міжнародного республіканського інституту (IRI).
У 2001 призначено регіональним директором програм цієї установи, а 2007 він очолив регіональне відділення IRI та перебував на цій посаді до 2009.
У 1998—2008 також брав участь у передвиборчих кампаніях різних кандидатів на різних виборах у Грузії.

### Політична кар'єра
2 лютого 2009 призначено головою щойноствореного міністерства виконання покарань, пробації і юридичної допомоги. компетенція якого — пенітенціарна система. На цій посаді він реалізував наступну програму:
- засудженим за нетяжкі злочини, що мають добру поведінку, надається відпустка.

Цей експеримент виправдав себе на 100 %.
21 грудня 2009 його було замінено Хатуною Калмахелідзе і призначено міністром освіти і науки Грузії.. На цій посаді Шашкін досяг наступного:
- остаточно подолано корупцію у внз (лише 2 % грузинів стверджують, що стикалися з корупцією в внз)
- внаслідок запровадження інституту шкільних приставів на 85 % менше стало правопорушень серед школярів
- з 1 вересня 2011 року усі молодші школярі отримають нетбуки (грузинського виробництва)
- за допомогою запрошених з англомовних країн волонтерів запроваджене вивчення англійської мови з першого класу

## Родина
Одружений і має двох дітей.